# 레트 쿠노비체
레트 쿠노비체(Let Kunovice)는 체코(1993년 12월 이전까지는 체코슬로바키아)의 민간 항공기 제조사이다. 가장 성공적인 디자인은 L-410 터보레트였으며 1200대 이상이 제조되었다. 본사는 즐린주 쿠노비체에 있다. 레트는 러시아의 기업 UGMK가 2008년부터 2022년까지 소유하고 있다가 2022년 체코의 옴니폴 그룹에 인수되었다.
이 기업은 6번째로 큰 체코 공항과 사립학교를 운영하고 있다.